# MMM騙局
MMM骗局是在1994年7月俄罗斯爆发的MMM公司利用股市欺诈性集资的重大事件，涉及金额达数千亿卢布，涉及人数超过1000万。

## 开始阶段
1990年代，以謝爾蓋·馬夫羅季为首的三兄弟成立了一家以他们三人名字首字母命名的MMM投资公司，号称要将之建成全俄最大的投资基金，专营股票的发行。当时，几乎俄罗斯所有媒体都刊登了MMM公司的集资广告，马夫罗季的名字和MMM公司的名字在舆论媒体中出现的频率甚至超过了俄罗斯总统叶利钦等政坛要人。一时间，MMM公司在俄罗斯家喻户晓，马夫罗季成了俄罗斯人们心目中的中心人物。

## 发展
MMM公司在俄罗斯主要城市开办了大量分支机构发售股票，并称只要向MMM公司投资100美元，便可在半年内收回500美元，年终回报率高达400%。在强大的宣传和高回报的诱使下，人们忽略了其中的风险。并相信只要购买MMM公司股票就能发财。MMM公司的股票遭到了抢购。
从此，印有马夫罗季头像，面值为1000卢布的原始股流向社会，在俄罗斯掀起了影响广泛的股票投机狂潮。到1994年6月份，MMM公司股票价格每股较面值上涨了36.5倍，达37500卢布。仅半年时间，MMM公司凭借它的“金字塔”式投资返还方案，吸收了数千亿卢布的资金，在60多个城市设有代理处，其交易周转金占全俄罗斯交易周转金的一半，每天出售股票获得的收入达400亿卢布。

## 破灭
这种金字塔式的投机行为存在很大的风险。1994年7月22日，一直对MMM公司态度暧昧的俄政府突然公开声明，政府对MMM公司许诺的400％的年回报率持怀疑态度，政府也不保证对MMM公司投资的安全。至此，投资者才意识到诱人的承诺不过是一种欺骗，信心发生动摇，停止投资、要求兑付，金字塔彻底倒塌，那些较晚参与投资的股东血本无归，成为欺诈的最大牺牲品。

## MMM骗局的新发展
MMM骗局在俄罗斯破灭之后，马夫罗季被判入狱四年半。马夫罗季出狱后，2011年創立MMM國際互助平台，並首創網路賺錢的互助金融，最低投資金額10美元，最高投資金額10000美元，在MMM平台主要有兩種功能（提供幫助與得到幫助），提供幫助（投入）時系統會自動匹配給需要幫助進而得到幫助（領出）的會員，得到幫助（領出）時系統會自動匹配正在提供幫助（投入）的會員，藉由會員之間的互助，MMM公司利用自己所管理的私人账号，達到诈骗的目的，平台利用私有僵尸账号，藉由高利息，吸引許多人，於2015年12月中旬，在中国崩溃，又重新诈骗。受害者达到1350万人。目前中国警方正在联系支付宝公司全面调查这MMM传销组织，部分地区的头目已经被拘留审判。
MMM倒闭后，又宣布重启，受害者需要投资原资金的十倍来解冻原资金。例如，亏损2万元的会员，需要再投资20万，来赎回2万，也就是再亏损18万。
MMM是個世紀的騙局不斷的用重啟方式騙走大家的錢，每次皆瞄準散戶口袋的錢，大財團跟馬夫羅季卻口袋賺滿滿。

## 外部連結
- A Mavrodi Gets 5 Years in Prison, Moscow Times, 2/14/03, p.3 （页面存档备份，存于）
- Police Track Down MMM Fugitive, Moscow Times, 2/03/03, p.1 （页面存档备份，存于）
- MMM Pyramid Schemer Busted, Moscow Times, 1/12/01, p.3. （页面存档备份，存于）
- Mavrodi Accepted Into Duma, Moscow Times, 1/19/95 （页面存档备份，存于）
- Yeltsin: MMM Not State Matter, Moscow Times, 8/12/94
- MMM's Sergei Mavrodi: Behind the Hype, Moscow Times, 8/06/94 （页面存档备份，存于）
- （俄文） 1992 MMM TV Commercials